# Ołeksandr Hołokołosow (ur. 1955)
Ołeksandr Mykołajowycz Hołokołosow, ukr. Олександр Миколайович Голоколосов, ros. Александр Николаевич Голоколосов, Aleksandr Nikołajewicz Gołokołosow (ur. 1 sierpnia 1955 w Odessie) – ukraiński piłkarz, grający na pozycji napastnika, trener piłkarski

## Kariera piłkarska

### Kariera klubowa
Wychowanek Czornomorca Odessa, w drużynie rezerw którego rozpoczął karierę piłkarską. Pierwszy trener Ołeksandr Ruha. Od 1975 do 1998 występował w klubach Portowyk Iljiczewsk, Dnipro Czerkasy, SKA Lwów, Sudnobudiwnyk Mikołajów, Nistru Kiszyniów, Dinamo Kirow, Awtomobilist Tyraspol, Chorezm Chonka, Meliorator Szymkent, Awtomobilist Kokand, Neftchi Fergana, Torpedo Taganrog, Kołos Nikopol, Mietałłurg Lipieck, Start Uljanowsk, FK Szumen, FK Tulczyn, Podilla Kyrnasiwka, Dnistroweć Białogród nad Dniestrem, Portofłot Odessa, Perwomajec Perwomajśke, Rybak Bilajiwka, Fakeł Warwa, Zakarpattia Użhorod i Odessos Jużny.

## Kariera trenerska
Jeszcze będąc piłkarzem klubów Dnistroweć Białogród nad Dniestrem, Fakeł Warwa i Zakarpattia Użhorod pełnił w nich również funkcje trenera. Po zakończeniu kariery zawodniczej od 1997 prowadził kluby SK Odessa, Czornomoreć Odessa, Tiligul Tyraspol, Kowel-Wołyń Kowel, Constructorul Cioburciu, Sheriff Tyraspol, Roś Biała Cerkiew, FK Atyrau, Dynamo-Czest Odessa, Iwan Odessa i Wostok Öskemen. W styczniu 2013 roku objął stanowisko głównego trenera Nistru Otaci, ale po dwóch tygodniach pracy opuścił Nistru.